# Kingston Technology
Kingston Technology Corporation — американська приватна багатонаціональна корпорація, яка проектує, виробляє, продає флеш-пам'ять, та інші комп'ютерні комплектуючі, що пов'язані з комп'ютерною пам'яттю. Штаб-квартира знаходиться в Фаунтен-Веллі, Каліфорнія, США. В Kingston Corporation працює понад 4700 чоловік по всьому світу (станом на 1 квартал 2011 року). Компанія має виробничі об'єкти та представництва у США, Великій Британії, Ірландії, Тайвані і Китаї.
Є найбільшим незалежним виробником DRAM-модулів пам'яті, в 2017 році володіла 68 % світової частки ринку DRAM-модулів, згідно з DRAMeXchange. 
У 2019 році журнал Forbes поставив Kingston на 53 місце у своєму списку «500 найбільших приватних компаній в США».
Продукти Kingston розповсюджуються міжнародною мережею дистриб'юторів, реселерів, роздрібних продавців і OEM-клієнтів. Компанія також надає контрактне виробництво і поставки для виробників напівпровідників і OEM-виробників.

## Продукти
- Флеш-пам'ять:
  - картки пам'яті SD, Micro-Secure Digital, SDCIT, раніше також MMC, CompactFlash, Mini-Secure Digital,
  - вбудовані карти пам'яті eMMC ,
  - USB-флеш-накопичувачі («флешки»),
  - твердотільні накопичувачі (SSD);
- DRAM :
  - модулі оперативної пам'яті DDR SDRAM під торговими марками FURY, ValueRam та без маркування (як OEM-виробник),
  - вбудовані компоненти DRAM;
- eMCP, ePOP — компоненти, що поєднують мікросхеми флеш-пам'яті та пам'яті DRAM в одному корпусі.

Крім того, фірма Kingston виготовляє пристрої зчитування (кардридери) для карт пам'яті формату SD, microSD та Compact Flash;
Продукти фірми Kingston використовуються у складі різної апаратури:
- Сервери — брендова пам'ять (IBM, HP та ін.) та небрендова для White-Box серверів (ValueRAM Server Premier)[4]
- Принтери — пам'ять для принтерів LaserJet, Lexmark та ін.
- Портативні цифрові програвачі — K-PEX 100, Mini-Secure Digital, Micro-Secure Digital, MMC.
- Стільникові телефони — Mini-Secure Digital, Micro-Secure Digital, MMC.
- Компанії Kingston Technology Company, Inc. та Kingston Digital, Inc. є дочірніми компаніями Kingston Technology Corporation і займаються відповідно оперативною пам'яттю та носіями на флеш-пам'яті.

### DataTraveler
DataTraveler — лінійка USB флеш-накопичувачів компанії Kingston. В окремих моделях для захисту інформації від несанкціонованого доступу застосовується програмне забезпечення Password DataTraveler, доступне під Microsoft Windows. Модель Kingston DataTraveler Reader суміщена із 9-форматним картоводом
В цій лінійці компанія Kingston презентувала перші у світі USB-накопичувачі місткістю 128 Гб — DataTraveler 200 та місткістю 256 Гб — DataTraveler 300. 